# 我们天下一家
我们天下一家（英語：We Are One (Ole Ola)），另有天下一家、我们是一家人、我们是一家、我们天下是一家和万众一心等中文译名，是愛的節奏－2014世界盃足球賽全球唯一官方指定專輯中的单曲。该歌曲是2014年世界杯足球赛的唯一官方主题曲，但并未受到巴西民众的欢迎。Ola是葡萄牙语中“好极了”的意思。

## 发行背景
2014年1月22日，国际足联与索尼音乐娱乐签订协议，宣布该歌曲是2014年世界杯足球赛的官方主题曲。4月8日，该歌曲首次登陆iTunes Store。

## 音乐录影带
2014年2月，嘻哈斗牛梗、珍妮弗·洛佩兹和Claudia Leitte在美国佛罗里达州拍摄音乐录影带，2014年5月16日正式发行。

## 现场演出
该歌曲在2014年5月18日的公告牌音乐奖颁奖典礼进行了首演，并在2014年世界杯足球赛的开幕式上表演。

## 曲目
- 数字下载

1. We Are One (Ole Ola) – 3:42

- 数字下载（混音）[18]

1. We Are One (Ole Ola) (Olodum mix) – 3:56

## 排行榜成绩
| 榜单                                         | 最高位 |
| -------------------------------------------- | ------ |
| 澳大利亚（ARIA）                             | 61     |
| 奥地利（Ö3四十强单曲榜）                     | 33     |
| 比利时佛兰德（Ultratop五十强单曲榜）         | 19     |
| 比利时瓦隆（Ultratop五十强单曲榜）           | 18     |
| 加拿大（Canadian Hot 100）                   | 53     |
| 哥伦比亚Top 5 Música Anglo (National-Report) | 5      |
| 克罗地亚(Airplay Radio Chart)                | 57     |
| 捷克（電台百強單曲榜）                       | 56     |
| 丹麥（Hitlisten单曲榜）                      | 35     |
| 芬兰(Suomen virallinen latauslista)          | 10     |
| 法国（法國唱片出版業公會單曲榜）             | 30     |
| 18                                           |        |
| 匈牙利（四十强电台榜）                       | 29     |
| 匈牙利（四十強單曲榜）                       | 5      |
| 愛爾蘭（愛爾蘭唱片音樂協會单曲榜）           | 85     |
| 意大利(FIMI)                                 | 3      |
| 日本（Japan Hot 100）                        | 38     |
| Lebanon (The Official Lebanese Top 20)       | 5      |
| 荷兰（荷蘭四十強單曲榜）                     | 73     |
| 波蘭（波蘭百大電台榜）                       | 12     |
| 波蘭（波蘭五十強舞曲榜）                     | 18     |
| 俄罗斯(NFPP)                                 | 9      |
| 斯洛伐克（電台百強單曲榜）                   | 40     |
| 韩国(加翁排行榜)                             | 15     |
| 西班牙（西班牙音樂製作協會）                 | 7      |
| 瑞士（瑞士热门音乐榜）                       | 14     |
| 英國（官方榜单公司單曲榜）                   | 77     |
| 美国（《告示牌》百大單曲榜）                 | 88     |

## 发行历史
| 国家   | 日期          | 介质     | 唱片公司     |
| ------ | ------------- | -------- | ------------ |
| 德国   | 2014年4月8日  | 数字下载 | 索尼音乐娱乐 |
| 意大利 | 2014年4月18日 | 在线广播 | 索尼音乐娱乐 |
| 德国   | 2014年5月9日  | 单曲     | 索尼音乐娱乐 |